# ウクライナ退役軍人省
ウクライナ退役軍人省(ウクライナ語: Міністерство з питань ветеранів)は、ウクライナの行政機関。2018年11月22日に正式に設立された。
2019年8月から2020年3月の間、退役軍人省は一時的占領地および国内避難省と統合されていた。

## 歴史
2018年2月27日、ウクライナ最高議会はウクライナ政府に対し、「退役軍人の社会保障における国家政策の策定と実施を行う」ための退役軍人省の設置を求める要請を採択した。この要請では、フロイスマン政権に対し退役軍人と対テロ作戦参加者のための国家サービスに基づいて退役軍人省を設立するよう提案した。
同省の初代大臣はイリーナ・フリッツで、2018年11月22日に任命された。彼女は、退役軍人省は2019年6月に稼働を開始する予定と述べた。
2019年8月29日、ホンチャルク内閣は同省を一時的占領地および国内避難省と統合した。この間、同機関は2014年より存在するウクライナ退役軍人庁として存在していた。
2020年3月4日、シュミハリ内閣は両省の統合を解消した。

## 歴代大臣
- イリーナ・フリッツ（英語版、ウクライナ語版） - :2018年11月22日 〜2019年8月29日

一時的占領地および国内避難省と統合
- セルヒー・ベサラブ（ウクライナ語版） - :2020年3月4日[6]〜2020年12月16日[7]
- ユリア・ラプティナ（ウクライナ語版） - :2020年12月18日[8]〜2024年2月7日[9]
- オレクサンドル・ポルフン（ウクライナ語版）(代理、現退役軍人担当副大臣) - :2024年2月9日[10]〜
- ナタリア・カルミコワ（ウクライナ語版） - :2024年9月5日[11]〜